# Glyptothorax laosensis
Glyptothorax laosensis är en fiskart som beskrevs av Fowler, 1934. Glyptothorax laosensis ingår i släktet Glyptothorax och familjen Sisoridae. IUCN kategoriserar arten globalt som livskraftig. Inga underarter finns listade i Catalogue of Life.